# Puchar Niemiec w piłce nożnej (1965/1966)
Puchar Niemiec w piłce nożnej mężczyzn 1965/1966 – 23. edycja rozgrywek mających na celu wyłonienie zdobywcy Pucharu Niemiec, który uzyskał tym samym prawo gry w kwalifikacjach Pucharze Zdobywców Pucharów (1966/1967). Tym razem trofeum wywalczył Bayern Monachium. Finał został rozegrany na Waldstadion we Frankfurcie nad Menem.

## Kwalifikacje
Mecze rozegrano 2 stycznia 1966 roku.
| Drużyna 1                | Wynik | Drużyna 2         |
| ------------------------ | ----- | ----------------- |
| Bayern Monachium         | 2:0   | Borussia Dortmund |
| Borussia Mönchengladbach | 5:1   | Opel Rüsselsheim  |

## Plan rozgrywek
Rozgrywki szczebla centralnego składały się z 5 części:
- Runda 1: 22 stycznia 1966
- Runda 2: 19 lutego 1966
- Ćwierćfinał: 7 kwietnia 1966
- Półfinał: 6 maja 1966
- Finał: 4 czerwca 1966 roku na Waldstadion we Frankfurcie nad Menem

## Pierwsza runda
Mecze rozegrano 22 stycznia 1966 roku.
| Drużyna 1                | Wynik      | Drużyna 2              |
| ------------------------ | ---------- | ---------------------- |
| Werder Brema             | 4:0        | TSV 1860 Monachium     |
| Bayern Monachium         | 1:0        | Eintracht Brunszwik    |
| 1. FC Köln               | 1:1 (dog.) | Tasmania 1900 Berlin   |
| Hannover 96              | 2:4        | Hamburger SV           |
| Meidericher SV           | 2:0        | VfB Stuttgart          |
| Borussia Mönchengladbach | 0:1 (dog.) | Borussia Neunkirchen   |
| Südwest Ludwigshafen     | 0:1        | 1. FC Kaiserslautern   |
| Eintracht Frankfurt      | 2:1        | SV Alsenborn           |
| FC Schalke 04            | 3:1 (dog.) | Tennis Borussia Berlin |
| Karlsruher SC            | 3:0        | Preußen Münster        |
| Schwaben Augsburg        | 0:1        | 1. FC Nürnberg         |
| Fortuna Düsseldorf       | 1:2        | Kickers Offenbach      |
| FC St. Pauli             | 4:1        | 1. FC Saarbrücken      |
| Holstein Kilonia         | 3:1        | Arminia Bielefeld      |
| Freiburger FC            | 4:3        | Alemannia Aachen       |
| TuS Haste 01             | 1:2        | Concordia Hamburg      |

### Mecze powtórzone
| Drużyna 1            | Wynik | Drużyna 2 |
| -------------------- | ----- | --------- |
| Tasmania 1900 Berlin | 0:2   | FC Köln   |

## Druga  runda
Mecze rozegrano 19 lutego 1966 roku.
| Drużyna 1            | Wynik | Drużyna 2            |
| -------------------- | ----- | -------------------- |
| Hamburger SV         | 4:0   | Borussia Neunkirchen |
| Meidericher SV       | 6:0   | FC Schalke 04        |
| 1. FC Nürnberg       | 2:1   | Eintracht Frankfurt  |
| Freiburger FC        | 1:3   | Karlsruher SC        |
| 1. FC Kaiserslautern | 3:0   | Holstein Kilonia     |
| Werder Brema         | 2:0   | Concordia Hamburg    |
| FC St. Pauli         | 3:1   | Kickers Offenbach    |
| Bayern Monachium     | 2:0   | 1. FC Köln           |

## Ćwierćfinały
Mecze rozegrano 7 kwietnia 1966 roku.
| Drużyna 1            | Wynik | Drużyna 2        |
| -------------------- | ----- | ---------------- |
| Meidericher SV       | 1:0   | Karlsruher SC    |
| Hamburger SV         | 1:2   | Bayern Monachium |
| 1. FC Kaiserslautern | 3:1   | Werder Brema     |
| FC St. Pauli         | 0:1   | 1. FC Nürnberg   |

## Półfinały
Mecze rozegrano 18 maja 1966 roku.
| Drużyna 1      | Wynik      | Drużyna 2            |
| -------------- | ---------- | -------------------- |
| 1. FC Nürnberg | 1:2 (dog.) | Bayern Monachium     |
| Meidericher SV | 4:3        | 1. FC Kaiserslautern |

## Finał
| 4 czerwca 1966 16:00 CEST | Bayern Monachium · Ohlhauser 31' · Brenninger 56', 77' (k.) · Beckenbauer 82' | 4:21:1Raport | Meidericher SV · 28' Mielke · 72' (k.) Heidemann | Waldstadion, Frankfurt Widzów: 60 000 Sędzia: Gerhard Schulenburg (Hamburg) |
|                           |                                                                               |              |                                                  |                                                                             |

| BAYERN MONACHIUM: |   |                     |
|                   |   |                     |
| BR                | 1 | Sepp Maier          |
| OB                |   | Hans Nowak          |
| OB                |   | Werner Olk (C)      |
| OB                |   | Peter Kupferschmidt |
| OB                |   | Hans Rigotti        |
| PO                |   | Rudolf Nafziger     |
| PO                |   | Dieter Koulmann     |
| PO                |   | Franz Beckenbauer   |
| NA                |   | Rainer Ohlhauser    |
| NA                |   | Gerd Müller         |
| NA                |   | Dieter Brenninger   |
| Trener:           |   |                     |
| Zlatko Čajkovski  |   |                     |

| MEIDERICHER SV:   |   |                   |
|                   |   |                   |
| BR                | 1 | Manfred Manglitz  |
| OB                |   | Hartmut Heidemann |
| OB                |   | Johann Sabath     |
| OB                |   | Manfred Müller    |
| OB                |   | Michael Bella     |
| PO                |   | Werner Lotz       |
| PO                |   | Heinz van Haaren  |
| NA                |   | Carl-Heinz Rühl   |
| NA                |   | Werner Krämer     |
| NA                |   | Rüdiger Mielke    |
| NA                |   | Horst Gecks       |
| Trener:           |   |                   |
| Hermann Eppenhoff |   |                   |

| Puchar Niemiec w piłce nożnej 1965–1966 Zwycięzcy |
| ------------------------------------------------- |
| Bayern Monachium 2. Tytuł                         |